# Lysviks socken
Lysviks socken i Värmland ingick i Fryksdals härad, ingår sedan 1971 i Sunne kommun och motsvarar från 2016 Lysviks distrikt.
Socknens areal är 201 kvadratkilometer varav 178,54 land. År 2000 fanns här 1 674 invånare.  Tätorten Lysvik med sockenkyrkan Lysviks kyrka ligger i socknen.   

## Administrativ historik
Socknen har medeltida ursprung. 
Vid kommunreformen 1862 övergick socknens ansvar för de kyrkliga frågorna till Lysviks församling och för de borgerliga frågorna bildades Lysviks landskommun. Landskommunen uppgick 1971 i Sunne kommun.
1 januari 2016 inrättades distriktet Lysvik, med samma omfattning som församlingen hade 1999/2000.
Socknen har tillhört län, fögderier, tingslag och domsagor enligt vad som beskrivs i artikeln Fryksdals härad. De indelta soldaterna tillhörde Värmlands regemente.

## Geografi
Lysviks socken ligger sydost om Torsby kring sjön Övre Fryken, Lysan och Björkälven. Socknen har odlingsbygd utmed vattendragen men är i övrigt en starkt kuperad skogsbygd.
Socknen västra sidan kallas i folkmun Bjälverud efter dess största by. Än idag går det regelbundna kyrkbåtar över sjön inför gudstjänsterna.

### Hemman
Inom parentes anges alternativt namn.
Väster om sjön Fryken:
- Berga V., 1/3 mantal, skattehemman, först omnämnt 1540 (Västenberg)
- Bjälverud, 1/2 mantal, skattehemman, 1586
- Gullsby, 1/3 mantal, skattehemman, 1597
- Råby, 1/3 mantal, skattehemman, 1600
- Väsby, 1/4 mantal, skattehemman, 1643

Öster om sjön Fryken:
- Backa, 1/2 mantal, skattehemman, 1540
- Berga Ö., 1 mantal, skattehemman, 1540 (Berggården)
- Gällserud, 1/3 mantal, skattehemman, 1606
- Kyrkbyn, 1/3 mantal, skattehemman, 1590
- Kårrud, 1/3 mantal, skattehemman, 1582
- Lövåsen, 1/4 mantal, skattehemman, 1600 (Bäcken)
- Myringbyn, 1/2 mantal, skattehemman, 1540
- Ransby, 1 mantal, skattehemman, 1540
- Ransbytorp, 1/4 mantal, skattehemman, 1626 (Bråten)
- Skäggegård, 1 mantal, skattehemman, 1540 (Prästgården)
- Solberg, 1/4 mantal, skattehemman, 1600
- Strand, 1/8 mantal, skattehemman, 1540 (Strandtorp)
- Strandvik, 1/3 mantal, skattehemman, 1590
- Stävarby, 1/3 mantal, skattehemman, 1590
- Sätter, 1/8 mantal, skattehemman, 1664 (Sättergården)
- Åsegård, 1 mantal, skattehemman, 1540
- Öjenäs, 1/2 mantal, skattehemman, 1542

### Orter / Masugnar / Bruk / Diverse
- Ån (torp)
- Forsberga (masugn)
- Lövholm / Lövstaholm (Bruk)
- Vålberga (brunn)
- Stenebyn (torp)

## Fornlämningar
En boplats från stenåldern har påträffats. Från bronsåldern finns gravrösen.

## Namnet
Namnet skrevs år 1503 Lisswig och kommer från kyrkplatsen vid åns Lysans utlopp i Övre Fryken. Ånamnet innehåller ljus.

## Befolkningsutveckling
| Befolkningsutvecklingen i Lysviks socken 1760–1990                                                       | Befolkningsutvecklingen i Lysviks socken 1760–1990 | Befolkningsutvecklingen i Lysviks socken 1760–1990 | Befolkningsutvecklingen i Lysviks socken 1760–1990 | Befolkningsutvecklingen i Lysviks socken 1760–1990 |
| --- | -------------------------------------------------- | -------------------------------------------------- | -------------------------------------------------- | -------------------------------------------------- |
| |                                                    |                                                    |                                                    |                                                    |
| År |                                                    |                                                    | Folkmängd                                          |                                                    |
| 1760 | 1760                                               |                                                    | 1 002                                              |                                                    |
| 1769 | 1769                                               |                                                    | 1 099                                              |                                                    |
| 1780 | 1780                                               |                                                    | 1 276                                              |                                                    |
| 1790 | 1790                                               |                                                    | 1 327                                              |                                                    |
| 1810 | 1810                                               |                                                    | 1 591                                              |                                                    |
| 1820 | 1820                                               |                                                    | 1 870                                              |                                                    |
| 1830 | 1830                                               |                                                    | 2 420                                              |                                                    |
| 1840 | 1840                                               |                                                    | 2 777                                              |                                                    |
| 1850 | 1850                                               |                                                    | 3 222                                              |                                                    |
| 1860 | 1860                                               |                                                    | 3 675                                              |                                                    |
| 1870 | 1870                                               |                                                    | 4 087                                              |                                                    |
| 1880 | 1880                                               |                                                    | 4 346                                              |                                                    |
| 1890 | 1890                                               |                                                    | 4 188                                              |                                                    |
| 1900 | 1900                                               |                                                    | 3 945                                              |                                                    |
| 1910 | 1910                                               |                                                    | 3 424                                              |                                                    |
| 1920 | 1920                                               |                                                    | 3 451                                              |                                                    |
| 1930 | 1930                                               |                                                    | 3 142                                              |                                                    |
| 1940 | 1940                                               |                                                    | 2 957                                              |                                                    |
| 1950 | 1950                                               |                                                    | 2 829                                              |                                                    |
| 1960 | 1960                                               |                                                    | 2 513                                              |                                                    |
| 1970 | 1970                                               |                                                    | 2 014                                              |                                                    |
| 1980 | 1980                                               |                                                    | 1 753                                              |                                                    |
| 1990 | 1990                                               |                                                    | 1 728                                              |                                                    |
| Anm: Källor: Umeå universitet - Tabellverket 1749-1859, Demografiska databasen, CEDAR, Umeå universitet. |                                                    |                                                    |                                                    |                                                    |